# Lede (watergang)
De Lede, ook wel Ledebeek genoemd, is een Belgische zijrivier van de Durme die over het grondgebied van Destelbergen, Lochristi en Lokeren loopt in de provincie Oost-Vlaanderen. Het stroomgebied van deze beek is ongeveer 5200 ha.

## Geschiedenis

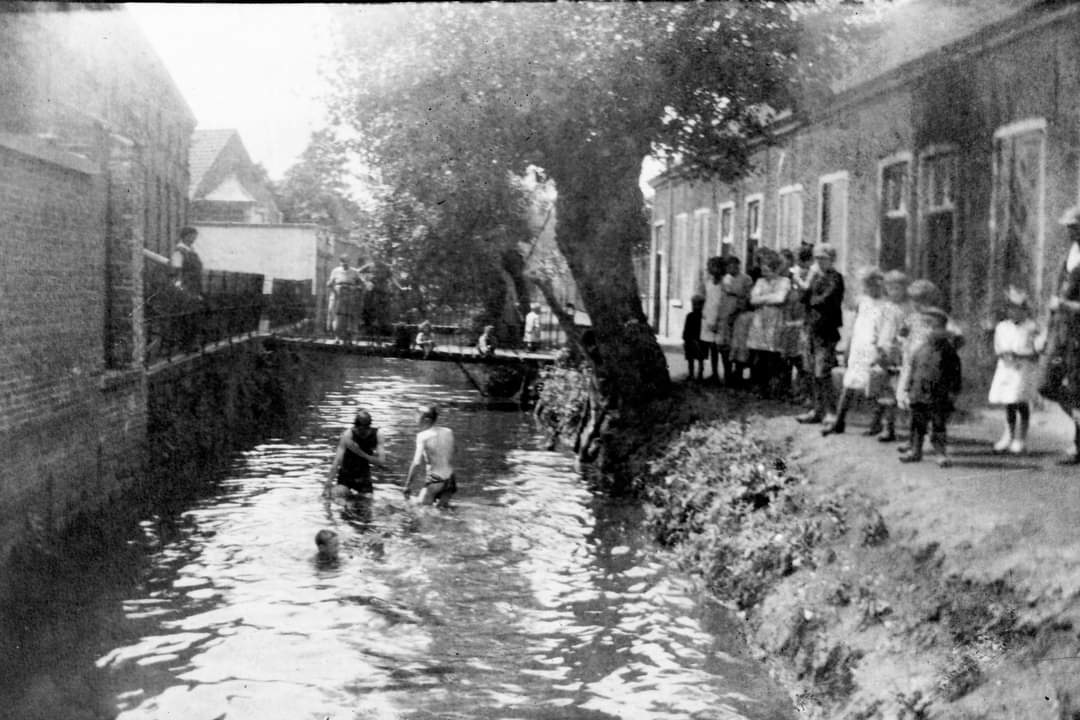
De Lede in Lokeren in het begin van de 20e eeuw

Vermoedelijk ontsprong de Lede vroeger in de bossen ten noorden van Destelbergen en liep ze daarna oostelijk om uiteindelijk te Lokeren in de Durme uit te monden. Vandaag loopt de beek zowel af naar de Schelde als naar de Durme. In de loop der jaren is door ingrijpen van de mens de waterhuishouding in de streek sterk veranderd. 
Zo lag de monding vroeger ongeveer op de markt van Lokeren, meer bepaald op de Oude Vismijn, maar omwille van het overstromingsgevaar werd de Lede rond het centrum van Lokeren geleid. Nu valt de monding samen met het Lokerse waterzuiveringsstation.

## Vandaag
Na de overstromingen in de jaren 90 wordt de Lede, waar mogelijk, ingezet als natuurlijke buffer door de waterloop opnieuw open te leggen en te verbreden. In 2023 is de waterloop in Destelbergen, Lochristi en Lokeren verbreed en voorzien van een winterbed. Hierdoor krijgt de waterloop meer ruimte, waardoor de kans op toekomstige overstromingen wordt verminderd.

## Recreatie

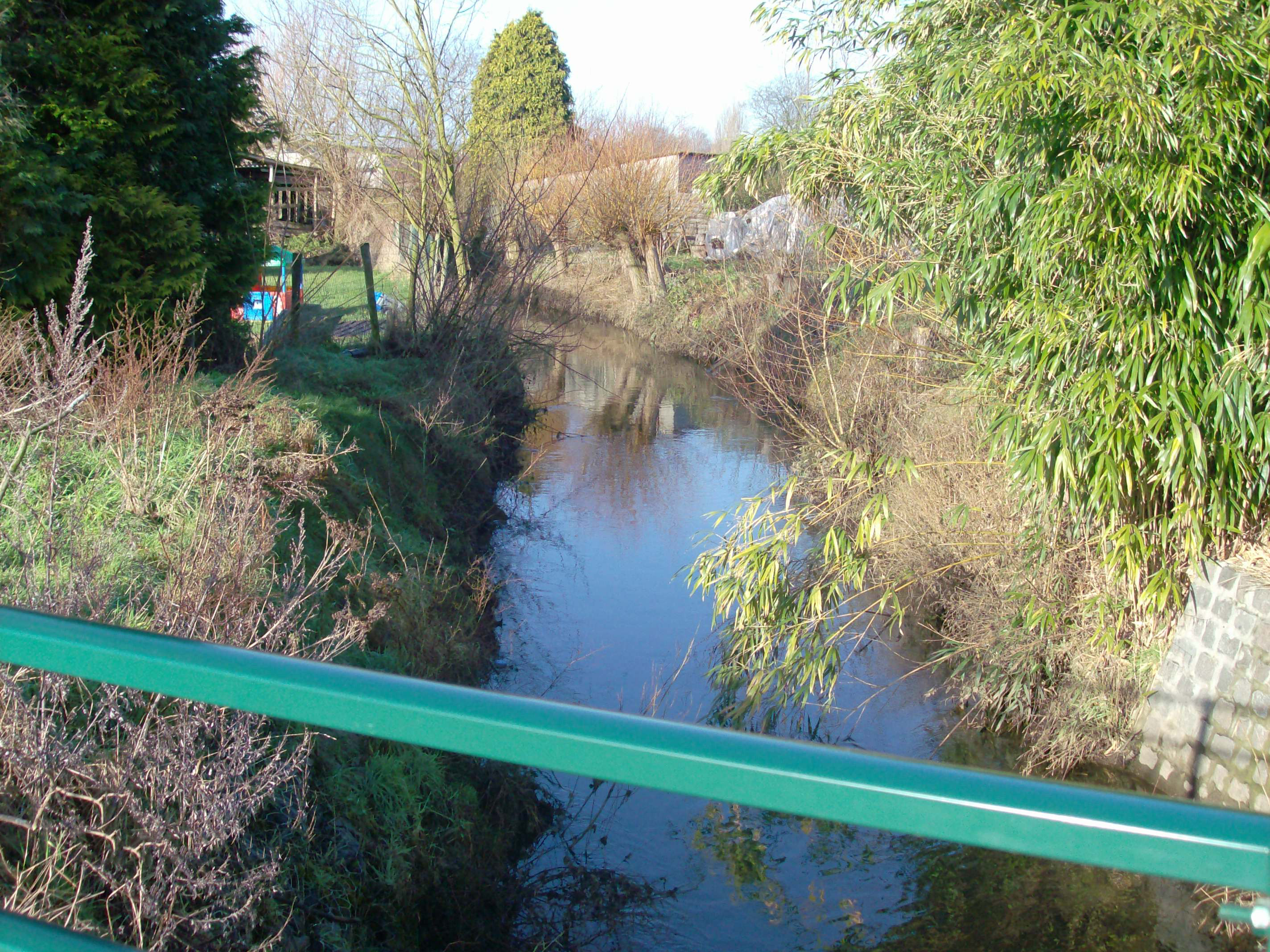
De Ledebeek in Oudenbos

De Lede heeft zijn eigen fietsroute, namelijk de Ledebeekroute. Deze fietsroute ligt op het grondgebied van Lochristi en zijn deelgemeenten. De route is vooral leuk om te fietsen wanneer de vele azalea's in Lochristi in bloei staan. De route is 42 kilometer lang.
Rivieren: Durme (Bovendurme, Benedendurme) · Lede · Zuidlede

Kanalen: Moervaart

Grachten: Fondatiegracht · Kapittelsvaardeken · Olentgracht

Beken: Beerbakbeek · Lokerenbeek · Vondelbeek